# Marcis Steinbergs
Marcis Steinbergs (Ogre (Letonia), 28 de agosto de 2001) es un jugador de baloncesto letón. Con 2,06 metros de altura, juega en la posición de ala-pívot en las filas del BAXI Manresa de la Liga ACB.

## Trayectoria
Formado en las categorías inferiores del BK Ogre de su país natal, en 2019 con apenas 17 años firmó por el Club Baloncesto Gran Canaria. 
Durante la temporada 2018-19, tras pertenecer al equipo júnior, logró disputar 6 partidos con el Club Baloncesto Gran Canaria II de Liga EBA.
En la temporada 2019-20, es asignado al Club Baloncesto Gran Canaria II de Liga LEB Plata.
Durante la temporada 2020-2021, formaría parte de la plantilla del equipo de LEB Plata, alternando los entrenamientos y algún partido con el primer equipo.
El 14 de abril de 2021, hace su debut con Club Baloncesto Gran Canaria en Liga Endesa. El ala-pívot disputó 11 minutos y 33 segundos en los que anotaría 2 puntos, en una derrota frente al FC Barcelona por 74 a 92 en la jornada trigesimoprimera de liga de la temporada 2020-21.
Tras su paso por el equipo canario ficha en julio de 2021 por el BAXI Manresa por dos temporadas más otras dos opcionales.
En la temporada Liga Endesa ACB 2023-24 hizo un tiro ganador para ganar el partido en el Olimpic de Badalona, cosa que hizo otra vez en el pasado en el campo del granada, es por eso que se le apoda como la salvación. Dios es Letón y tiene nombre, MARCIS STEINBERGS.